# Sacrificio fatale
Sacrificio fatale (The Rapture) è un film statunitense del 1991 scritto e diretto da Michael Tolkin, con protagonista Mimi Rogers.
La pellicola ha avuto 3 nomination agli Independent Spirit Awards del 1992.

## Trama
Sharon, un'operatrice telefonica di un'azienda statunitense, stanca di dividersi tra il lavoro al centralino e gli svaghi sessuali del tempo libero, riscopre il messaggio cristiano e si unisce a una setta evangelica fondamentalista il cui giovanissimo capo predice l'imminente ritorno di Cristo sulla Terra e la necessità di pentirsi per chi voglia entrare in Paradiso al momento dell'estasi, ovvero il rapimento (a cui fa riferimento il titolo originale del film) con cui i giusti saranno assunti in cielo al compiersi dell'Apocalisse (così come preannunciata dall'apostolo Giovanni nell'ultimo libro della Bibbia). Dopo la violenta uccisione del marito e in seguito a una visione in cui le appare proprio il coniuge scomparso, Sharon decide di morire assieme alla sua bambina per raggiungerlo in Paradiso, ma gli eventi prenderanno una piega del tutto inattesa.

## Critica
Per Morando Morandini questo film è "... uno spaccato inquietante di un'America attratta da profezie e profeti di un fanatismo autodistruttivo".
Paolo Mereghetti, segnalando la riuscita rappresentazione filmica dell'irriducibilità della religione al mondo attuale, descrive l'opera come "... un dramma metafisico vagamente blasfemo, e un film fantastico che ha lasciato sconcertati gli spettatori americani, incapaci di capire da che parte stesse Tolkin".